# Borgå Akilles
Borgå Akilles (schwedisch) oder Porvoon Akilles (finnisch) ist ein 1902 gegründeter zweisprachiger Sportverein in der südfinnischen Stadt Borgå (finnisch Porvoo). Der Verein unterhält Abteilungen im Bandy, Fußball, Handball, Leichtathletik, Orientierungslauf, Radsport und Skilanglauf.
Heimspielort der Bandy- und Fußballmannschaft ist das „Ballsportstadion“ der Stadt (Borgå Bollplan/Porvoon pallokenttä).

## Bandy
1920 wurde der Heckeyklubb als Vorläufer der späteren Bandyabteilung gegründet, und der Verein nahm 1933 erstmals am Wettkampf in der höchsten Liga Finnlands (damals SM-sarja) teil. 1981 und 1985 gewann Akilles die finnische Bandymeisterschaft. 2013/14 spielte Akilles wieder erstklassig. Die Liga heißt seit 1991 Bandyliiga.

### Erfolge
Finnische Meisterschaften:
- 1. Platz: 1981, 1985, 2021
- 2. Platz: 1968, 2016, 2017
- 3. Platz: 1935, 1978, 1982, 1983, 1984, 1987, 2014, 2018

Beim Europacup 1984 gewann der Verein die Bronzemedaille. Im Rinkbandy wurde Akilles 1977, 1978 und 1984 finnischer Vizemeister.

## Leichtathletik
1926 gewannt die Leichtathletikmannschaft von Akilles bei den finnischen Leichtathletikmeisterschaften – den so genannten „Kaleva-Spielen“ – die Auszeichnung als beste Mannschaft (Kalevan malja „Kalevapokal“).

## Bekannte Sportler
Bandy:
- Rasmus Lindqvist (* 1979)

Leichtathletik:
- Heikki Liimatainen (1894–1980)

Radsport:
- Harry Hannus (* 1949)
- Raul Hellberg (1900–1985)
- Ole Wackström (1932–2015)

Ringen:
- Adolf Lindfors (1879–1959)
- Arthur Lindfors (1893–1977)
- Mikko Nordling (1906–1988)